# Калифорнийская серая (порода кур)
Калифорнийская серая (англ. California Gray) — порода мясо-яичного направления, выведена в США. В Россию завезена в 1963 году.

## Породные признаки
Птица со спокойным характером, инстинкт насиживания развит в средней степени. Окраска оперения полосатая, как у Плимутрока. У калифорнийских серых небольшая голова, листовидный гребень, в отличие от плимутрока у петухов очень крупный, глаза красно-коричневые, ушные мочки белые и бело-розовые, лицо розовое, шея средней длины, туловище длинное, спина широкая, ноги крепкие, средней длины, плюсны белые и светло-жёлтые. Маховые и рулевые перья хорошо развиты, косицы в хвосте петуха длинные, у кур хвостовые перья расположены веерно, а не пучком. Половые признаки ярко выражены. В суточном возрасте петушков от курочек, можно легко отличить по большому светлому пятну на голове. Как и у плимутрока, взрослые петухи окрашены светлее кур. Молодняк шустрый и жизнестойкий, его сохранность 95—98 %. Мясо нежное и нежирное даже у двух-трёхлетних кур.

## Продуктивность
Петухи весят около 3,5 кг, куры 2,5-3 кг. Яйценоскость до 250 яиц в год, с массой яйца 55-60 г.